# Peruviaans honkbalteam

Vlag van Peru.

Het Peruviaans honkbalteam is het nationale honkbalteam van Peru. Het team vertegenwoordigt Peru tijdens internationale wedstrijden. Het Peruviaans honkbalteam hoort bij de Pan-Amerikaanse Honkbal Confederatie (COPABE).